# صندوق کرکس

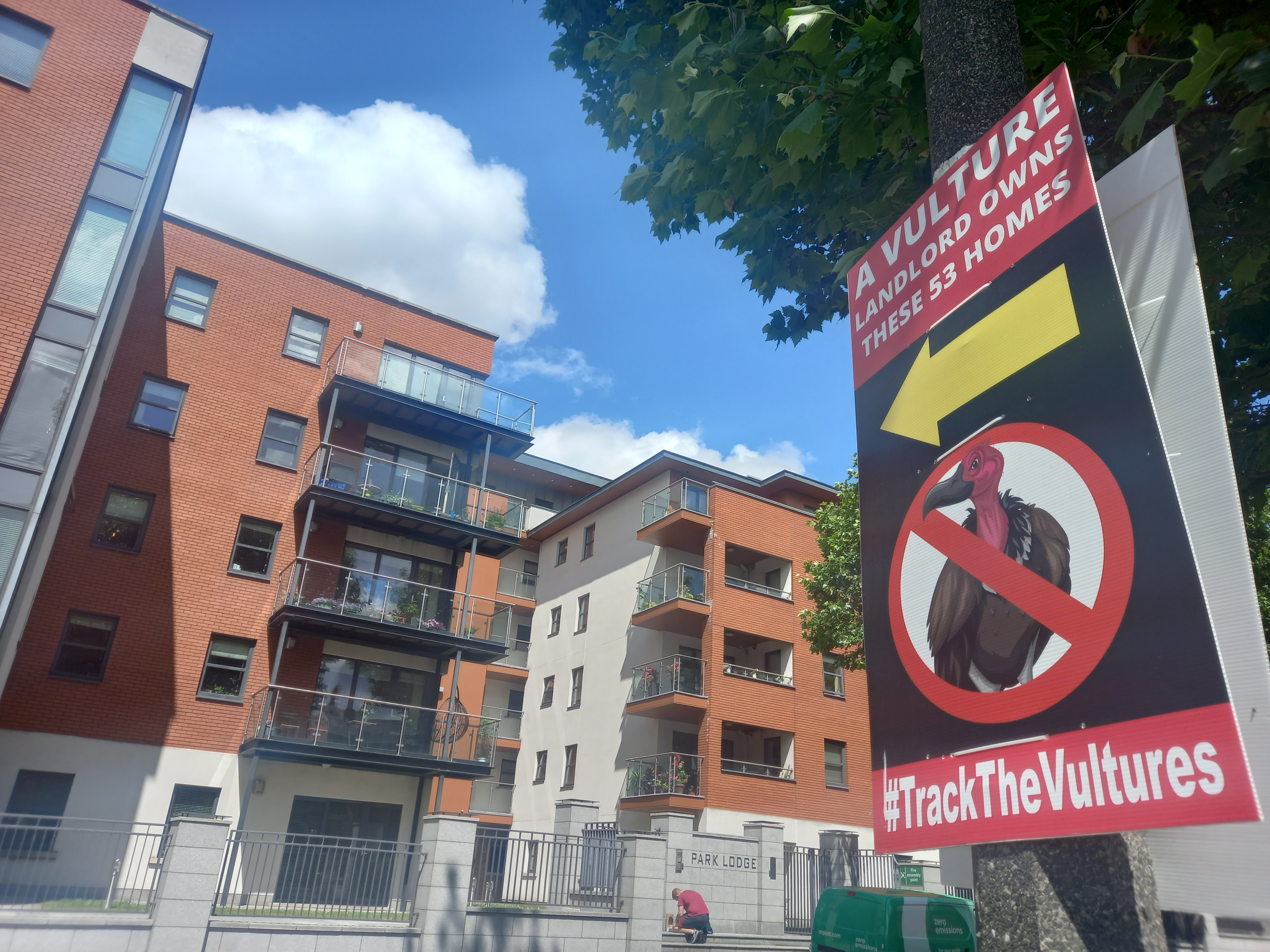
یک نمونه صندوق کرکس

صندوق کرکس (به انگلیسی: vulture fund) گونه‌ای صندوق سرمایه‌گذاری یا صندوق سهام اختصاصی است، که در بدهی شرکت‌ها یا کشورهای ورشکسته یا بحران‌زده مالی، سرمایه‌گذاری می‌کنند.
این صندوق‌ها در خرید ارزان قیمت اوراق قرضه کشورهای با مشکل مالی مواجه شده، یا در آستانه ورشکستگی تخصص دارند. شیوه کار این صندوق‌ها به این صورت است، که اوراق قرضه حاکمیتی و دولتی کشورهایی که با خطر ورشکستگی مواجه هستند را، از دارندگان آنها به قیمتی بسیار پایین‌تر از قیمت اسمی، خریداری می‌کنند، به امید آنکه بعدا آن را به قیمت اسمی آن بفروشند. دارندگان این گونه اوراق با توجه به آنکه می‌دانند دولت ناشر به علت مشکلات مالی و خطر ورشکستگی دیگر نمی‌تواند آنها را در زمان سررسید بازخرید کند مجبورند آنها به قیمتی بسیار پایین‌تر از قیمت اسمی به این گونه صندوق‌ها بفروشند.
هدف صندوق‌های کرکس مورد نظر از خرید اوراق قرضه کشورهای با مشکل مالی مواجه شده، رسیدن به سود بیشتر است. زیرا آنها یا با تمدید زمان سررسید اوراق، یا با به دادگاه کشیدن کشور ناشر، در نهایت اوراق قرضه را به قیمت اسمی آن می‌فروشند.